# 9193 Джеффрікопланд
9193 Джеффрікопланд (9193 Geoffreycopland) — астероїд головного поясу, відкритий 10 березня 1992 року.
Тіссеранів параметр щодо Юпітера — 3,358.